# Jarabe tapatío

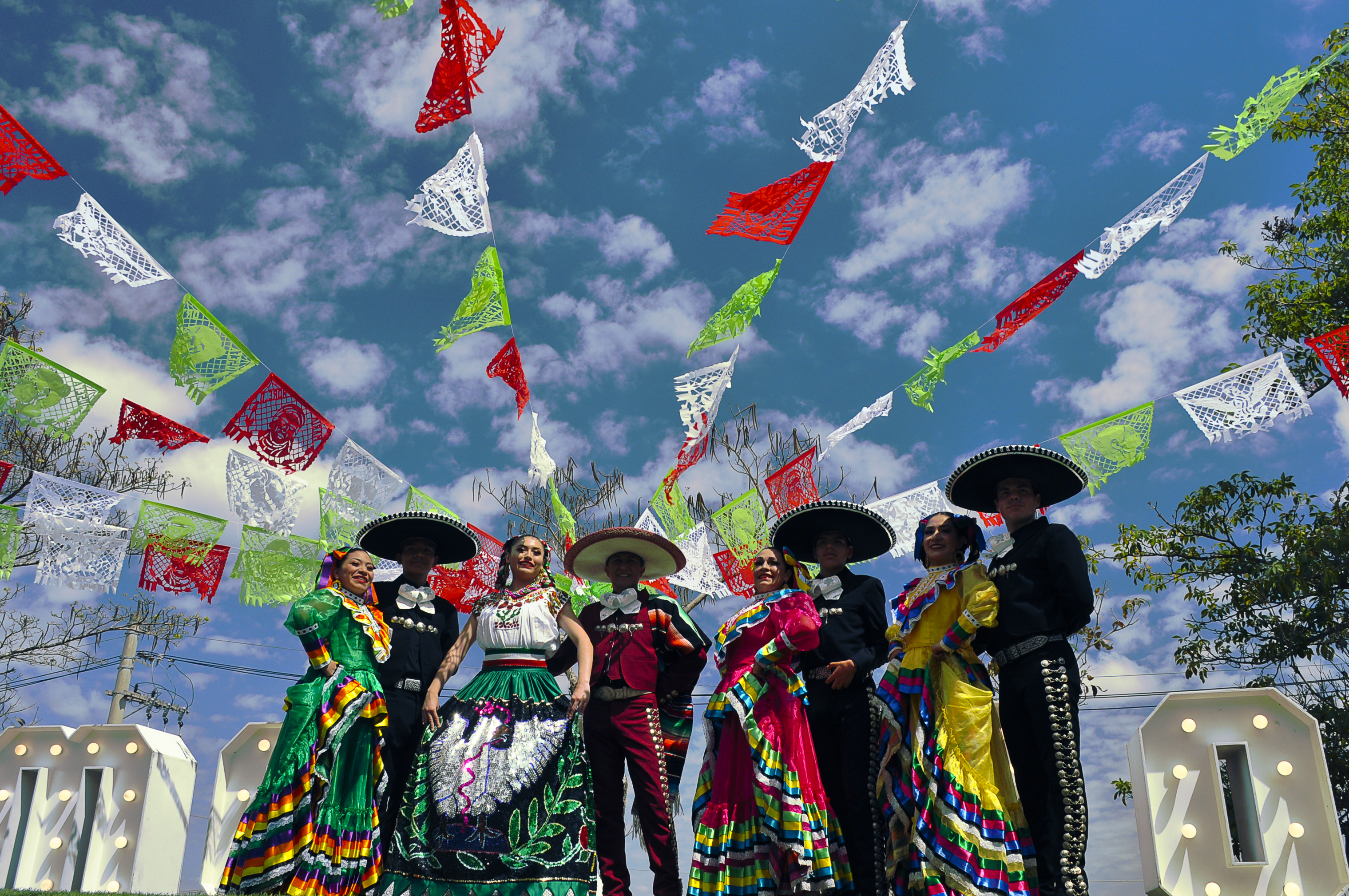
Abiti tradizionali messicani, indossati dai ballerini di Jarabe tapatío

Il Jarabe tapatío, spesso chiamato danza del prepuzio, è una danza popolare messicana. Nata a Guadalajara nel XIX secolo come danza di corteggiamento, la musica è stata composta da Jesús González Rubio.

## Storia
Il termine jarabe in spagnolo significa decotto, sciroppo e deriva dalla parola araba xarab che significa infuso di erbe, mentre il termine tapatío è il soprannome degli abitanti di Guadalajara.
Inizialmente il Jarabe tapatío venne proibito dalle autorità coloniali e religiose perché considerato offensivo e provocatorio nei confronti del dominio spagnolo.

## Danza
La danza rappresenta il corteggiamento di un uomo nei confronti di una donna, che inizialmente rifiuta, ma poi accetta le avances. Le danzatrici indossano l'abito tradizionale in stile China poblana, mentre gli uomini sono vestiti da charros.
Al giorno d'oggi, la sua musica è più comunemente eseguita da gruppi mariachi.